# Menarambo-Buntbarsch
Der Menarambo-Buntbarsch (Paretroplus menarambo) ist eine Buntbarschart, die im nordwestlichen Madagaskar in den Einzugsbereichen des Flusses Bemarivo vorkam, heute aber nur noch im Tseny-See in der Region Sofia zu finden ist. Die IUCN stuft den Bestand der Art als vom Aussterben bedroht ein.  Durch Erhaltungszuchten in verschiedenen Zoologischen Gärten wird versucht die Art vor dem Aussterben zu bewahren.

## Merkmale
Paretroplus menarambo kann eine maximale Standardlänge von 17 cm erreichen. Der Rumpf ist seitlich abgeflacht, oval und im Vergleich zu vielen anderen Paretroplus-Arten relativ hochrückig. Das Kopfprofil ist gebogen. Die Grundfärbung von Paretroplus menarambo ist hellgrau bis graugrün, wobei diese Färbung auf der Kopfoberseite in der Regel etwas dunkler ausfällt. Die Schnauze ist grau. Auf den Körperseiten sechs oder sieben dunkle senkrechte Streifen, die bei Jungfischen und während der Fortpflanzung und Brutpflege sehr viel deutlicher ausgeprägt sind als bei adulten Exemplaren außerhalb der Fortpflanzungsperiode. Die Streifen werden von dunklen Punkten gebildet, die sich in der Mitte der Schuppen befinden. Oberhalb der Augen verläuft ein dunkler Streifen, unterhalb liegt ein dunkler Fleck, zwei Merkmale, die nur bei dieser Art vorhanden sind. Rücken-, After- und Schwanzflosse sind grau, dunkelgrau oder schwärzlich. Die Ränder dieser unpaaren Flossen sind rot (Malagasy: menarambo = „roter Schwanz“). Die Brustflossen sind grau bis graugrün, die Bauchflossen grau bis schwärzlich. Der Rumpf ist mit relativ großen, regelmäßig angeordneten Rundschuppen bedeckt. Auf dem Schwanzstiel und am Bauch sind die Schuppen kleiner, auf der Mittellinie des Bauches am kleinsten. Zwei Drittel bis drei Viertel des oberen und unteren Schwanzflossenbereichs sind mit kleinen Schuppen besetzt. Auch die Kiemendeckel sind beschuppt. Die Schnauze ist unbeschuppt. Der Schwanzstiel ist kurz und hoch.
- Flossenformel: Dorsale XV–XVII/19–21, Anale VII–IX/15–17.
- Schuppenformel: SL 34–38.
- Wirbel: 15 + 17, 15 + 18, 15 + 19 o. 16 + 18.[1]

## Lebensweise
Der Menarambo-Buntbarsch lebte sowohl in Flüssen als auch in Seen und Überschwemmungsflächen. Der Tseny-See, wo die letzte freilebende Population der Art existiert, ist ein sehr flaches, von Röhricht umgebenes Gewässer. Wie alle Paretroplus-Arten ist die Art ein Allesfresser, der sich vor allem von wasserbewohnenden Wirbellosen und allerlei pflanzlichem Material ernährt, und ein Substratlaicher, der eine Elternfamilie bildet.

## Gefährdung
Die Weltnaturschutzunion stuft die Art als vom Aussterben bedroht ein. Sie war früher ein beliebter Speisefisch in Madagaskar, doch ist ihr Bestand durch Überfischung stark zurückgegangen. Aktuell sind die größte Bedrohung für den Menarambo-Buntbarsch Habitatverlust und die Einführung von Arten, die Nahrungskonkurrenten oder Fressfeinde darstellen. Erhaltungszuchten gibt es in mehreren Zoologischen Gärten insbesondere in Europa. Die Nichtregierungsorganisation Madagasikara Voakajy arbeitet zudem an einem in situ Zuchtprogramm am Tseny-See.